# Маньковский (Кутейниковское сельское поселение)
Маньковский — хутор в Чертковском районе Ростовской области.
Входит в состав Кутейниковского сельского поселения.

## Население
| 2010 |
| ---- |
| 108  |

## Улицы
На хуторе имеются две улицы — Железнодорожная и Маньковская.